# Buševec
Buševec is een plaats in de gemeente Velika Gorica in de Kroatische provincie Zagreb. De plaats telt 906 inwoners (2001).